# Chelobasis
Chelobasis es un género de escarabajos  de la familia Chrysomelidae. En 1905 Gray describió el género. Contiene las siguientes especies:
- Chelobasis aemulus (Waterhouse, 1881)
- Chelobasis bicolor Gray, 1832
- Chelobasis laevicollis (Waterhouse, 1879)
- Chelobasis perplexa (Baly, 1858)